# 4150 Starr
A 4150 Starr (ideiglenes jelöléssel 1984 QC1) a Naprendszer kisbolygóövében található aszteroida. Brian A. Skiff fedezte fel 1984. augusztus 31-én.